# Telebasis boomsmae
Telebasis boomsmae – gatunek ważki z rodziny łątkowatych (Coenagrionidae). Występuje na terenie Ameryki Południowej.